# Crotonogyne
Crotonogyne é um género botânico pertencente à família Euphorbiaceae.

## Sinonímia
- Neomanniophyton Pax & K.Hoffm.

## Espécies
Composto por 21 espécies:
| - Crotonogyne angustifolia - Crotonogyne argentea - Crotonogyne caterviflora - Crotonogyne chevalieri - Crotonogyne gabunensis - Crotonogyne giorgii - Crotonogyne ikelembensis | - Crotonogyne impedita - Crotonogyne lasiocarpa - Crotonogyne laurentii - Crotonogyne ledermanniana - Crotonogyne manniana - Crotonogyne parvifolia - Crotonogyne poggei | - Crotonogyne preussii - Crotonogyne sapini - Crotonogyne soyauxii - Crotonogyne stenophylla - Crotonogyne strigosa - Crotonogyne thonneri - Crotonogyne zenkeri |

## Nome e referências
Crotonogyne Müll.Arg.